# Hiranya Peiris

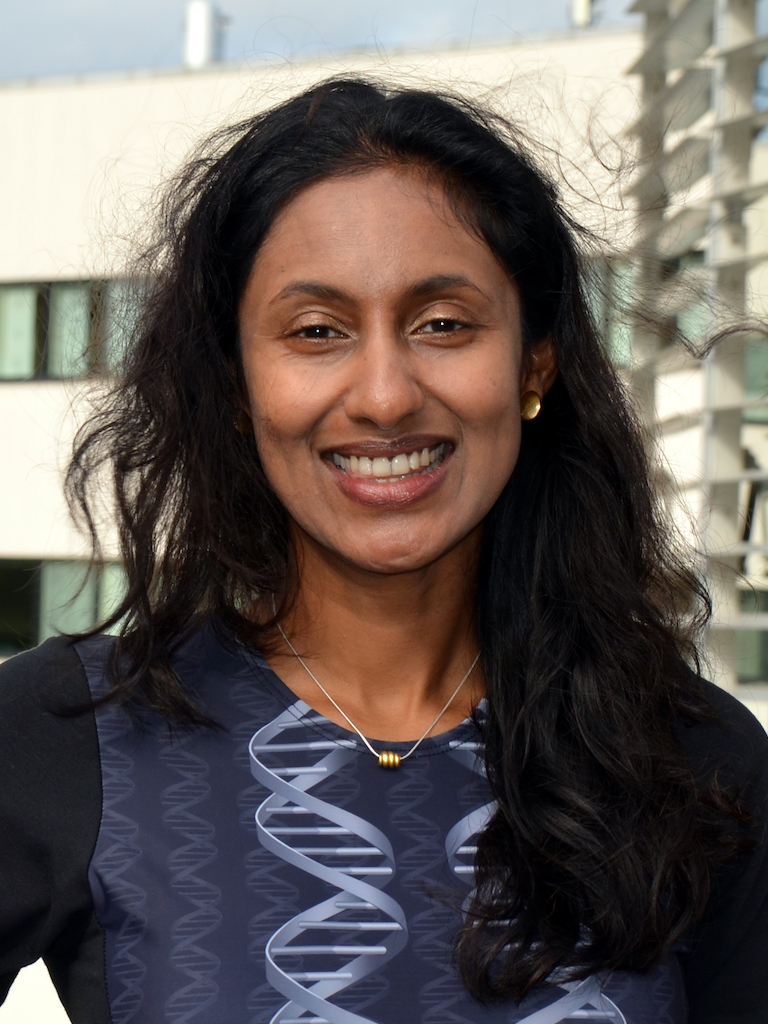
Hiranya Peiris

Hiranya Peiris (Hiranya Vajramani Peiris, *1974 na Srí Lance) je britská astrofyzička, která je profesorkou astrofyziky na Univerzitě v Cambridgi.
Hiranya Peiris provádí přední světový výzkum, který významně ovlivňuje naše poznání o původu a prvních okamžicích vesmíru. Nejvíce se proslavila svou prací na reliktním záření kosmických mikrovln a na interdisciplinárních vazbách mezi kosmologií a fyzikou vysokých energií.
V roce 2018 byla Hiranya Peiris členem 27členného týmu, který získal cenu Breakthrough Prize in Fundamental Physics. Odměna ve výši 3 milionů USD byla udělena za detailní mapy raného vesmíru vytvořené sondou Wilkinson Microwave Anisotropy Probe (WMAP). WMAP je průzkumná americká sonda vypuštěná NASA v roce 2001, která byla určená pro měření fluktuací reliktního záření. Výsledky jejího měření a jejich interpretace změnily moderní kosmologii.
Hiranya Peiris je v současnosti ředitelem iniciativy Cosmoparticle Initiative na University College London, která sdružuje fyziky z různých výzkumných specializací, aby řešili základní otázky na rozhraní kosmologie a částicové fyziky.

## Vzdělání a kariera
Hiranya Peiris se narodila v roce 1974 na Srí Lance. V roce 1998 dokončila studium přírodních věd na britské Univerzitě v Cambridgi.
Doktorát získala na americké Princetonské univerzitě na katedře astrofyzikálních věd pod vedením Davida Spergela, kde se zabývala fluktuací reliktního záření na základě dat získaných Wilkinsonovou mikrovlnnou anizotropní sondou (WMAP).
Po získání doktorátu pracovala v Kavliho institutu pro kosmologickou fyziku na Chicagské univerzitě jako spolupracovník na Hubbleově vesmírném teleskopu. Absolvovala několik postdoktorandských stáží a v roce 2007 se vrátila na univerzitu v Cambridgi jako pokročilý vědecký pracovník Science and Technology Facilities Council (STFC). V roce 2008 získala juniorské výzkumné stipendium na King's College v Cambridge. V témže roce získala cenu Leverhulme Trust za kosmologii.
Několik let byla Hiranya Peiris ředitelkou Centra Oskara Kleina pro kosmickou částicovou fyziku na Stockholmské univerzitě a profesorkou astrofyziky na University College London. V roce 2023 byla jmenována profesorem astrofyziky na Institute of Astronomy v Cambridge.

## Výzkum a ocenění

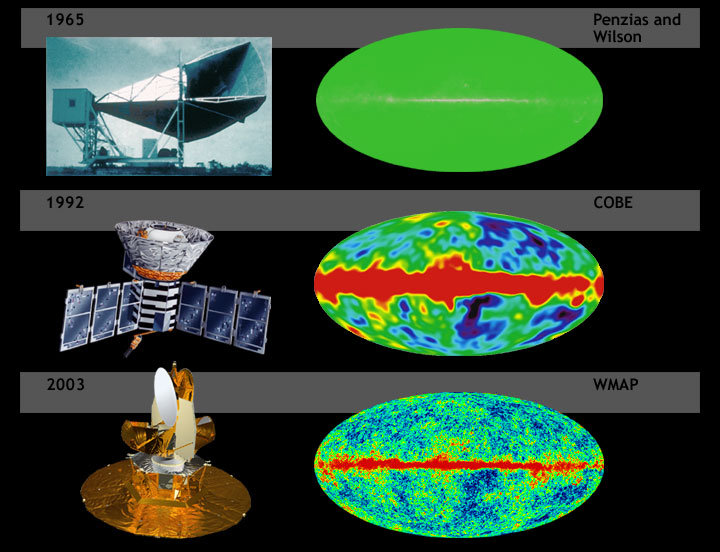
Tři mezníky pozorování reliktního záření (červený pruh je záření Mléčné dráhy): 1965 detekce existence záření, pozemní anténou Panzias a Wilson, 1992 první mapování družicí COBE, 2003 zpřesnění mapy družicí WMAP

- Tři mezníky pozorování reliktního záření (červený pruh je záření Mléčné dráhy): 1965 detekce existence záření, pozemní anténou Panzias a Wilson, 1992 první mapování družicí COBE, 2003 zpřesnění mapy družicí WMAPV roce 2012 byla Hiranya Peiris členkou týmu WMAP, který získal Gruberovu kosmologickou cenu za vynikající měření anizotropie v reliktním záření z Velkého třesku – kosmickém mikrovlnném pozadí.[18] Reliktní záření nebo také kosmické mikrovlnné pozadí je elektromagnetické záření, které přichází z vesmíru ze všech směrů a je považováno za pozůstatek konce velkého třesku. Je jedním z nejvýznamnějších zdrojů poznatků o raného vesmíru a předmětem intenzivního výzkumu v současnosti.

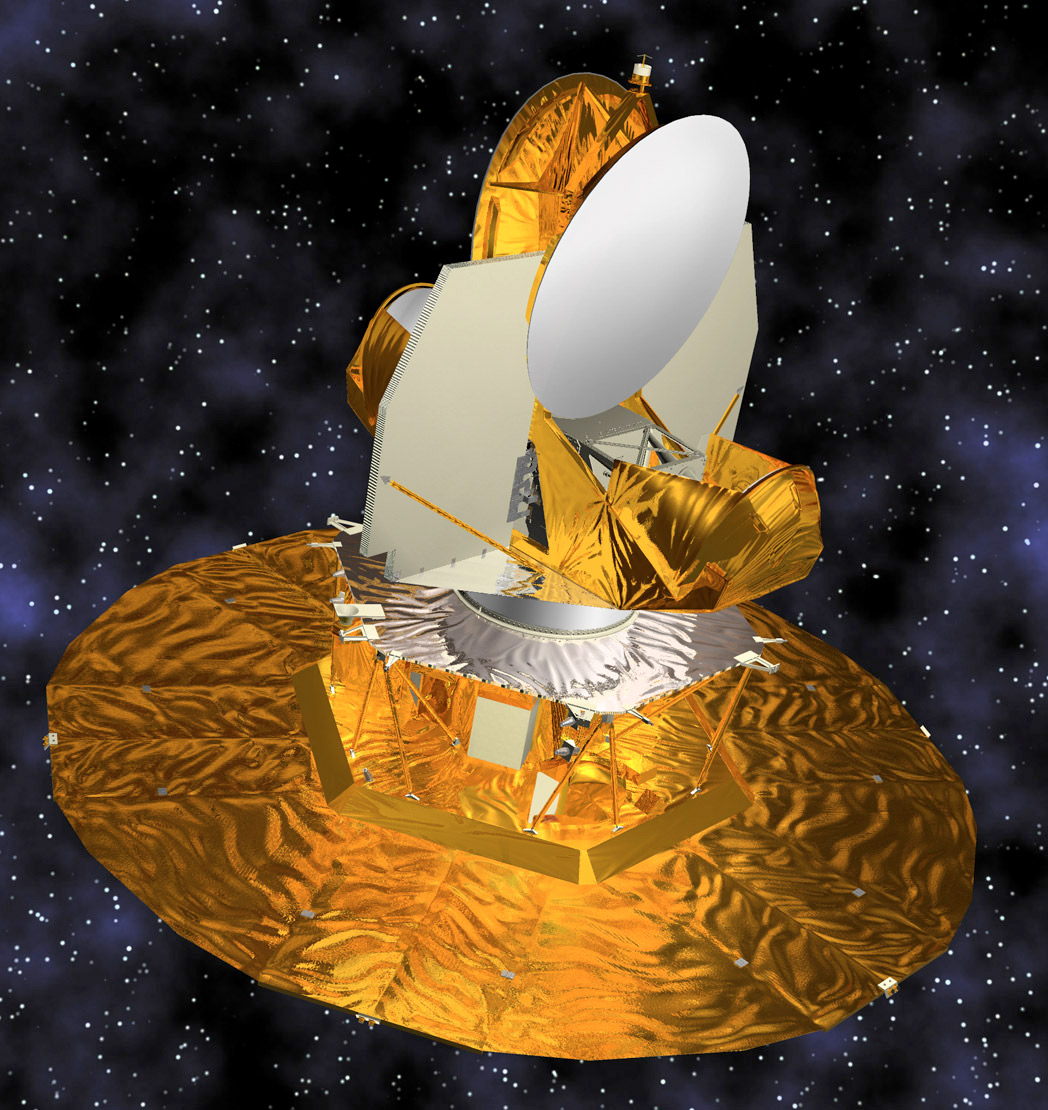
WMAP je americká průzkumná sonda určená pro měření fluktuací reliktního záření. Vypuštěná byla NASA v roce 2001.

- WMAP je americká průzkumná sonda určená pro měření fluktuací reliktního záření. Vypuštěná byla NASA v roce 2001.Tento výzkum vědcům umožnil odhadnout stáří vesmíru, jeho expanzi a základní složení. Hiranya Peiris na základě pozorování WMAP testovala teorie raného vesmíru a její výzkum přispěl k novým definicím hranice mezi kosmologií a fyzikou vysokých energií. Výsledky WMAP o kosmické inflaci popsal britský teoretický fyzik Stephen Hawking jako nejzajímavější vývoj ve fyzice během jeho kariéry.[19]

- Hiranya Peiris sehrála klíčovou roli v analýze dat kosmického mikrovlnného pozadí (Cosmic Microwave Background, CMB) z družice Planck ESA a je průkopníkem nově vznikající oblasti astrostatistiky. Vyvíjí inovativní statistické metody, které nyní tvoří součást standardní sady nástrojů pro analýzu kosmologických dat.
- V roce 2014 byla velmi skeptická k oznámení o objevu primordiálních gravitačních vln v kosmickém mikrovlnném pozadí.[20] Její skepse se ukázala jako opodstatněná, neboť v roce 2015 byla publikována společná analýza dat z družic BICEP2 a Planck. Evropská kosmická agentura pak oznámila, že signál lze zcela připsat prachu v Mléčné dráze. Přesto byly (neprimordiální) gravitační vlny od té doby detekovány různými experimenty.[21]
- V roce 2016 byla zvolena členem Americké fyzikální společnosti.
- V roce 2018 byla oceněna Hoylovou medailí a cenou britského Fyzikálního institutu za její přední příspěvky k pochopení původu a vývoje kosmické struktury.[22]
- V roce 2020 byla oceněna Cenou Görana Gustafssona za fyziku od Nadace Görana Gustafssona a Královské švédské akademie věd za její inovativní výzkum dynamiky raného vesmíru, který propojuje kosmologická pozorování se základní fyzikou.[23] Byla také zvolena členkou Rady STFC, hlavního strategického poradního orgánu Rady pro výzkum, která financuje částicovou fyziku a astronomii ve Velké Británii.
- V roce 2021 byla oceněna medailí a cenou Maxe Borna Německou fyzikální společností a Eddingtonovou medailí Královské astronomické společnosti jako uznání za její přínos kosmologii.[24][25]
- V roce 2022 byla zvolena zahraničním členem Královské švédské akademie věd (švédsky Kungliga Vetenskapsakademien, KVA).[26]

## Veřejná angažovanost
- Vedle akademických přednášek pořádá Hiranya Peiris veřejné přednášky o kosmologii.[27][28]
- Píše články a poskytuje rozhovory pro rozhlas i tištěná média. Objevila se v podcastech, televizních programech a celostátních zprávách.[29][30]
- V roce 2013 měla přednášku o Znásobení dimenzí a byla časopisem Astronomy Magazine vybrána jako jedna z deseti nejlepších hvězd časopisu.[31][32]
- V roce 2017 Hiranya Peiris spolupracovala s umělkyní Penelope Rose Cowley na vytvoření uměleckého díla s názvem Cosmoparticle.[33][34][35]
- V roce 2018 přispěla k uměleckému dílu umělkyně Goshky Macugy připravovanému na výstavu, která se konala v roce 2019 ve švédském Bildmuseet. Byla tam představena díla 14 umělců z celého světa, která byla inspirována částicovou fyzikou.[36][37][38]

## Přehled ocenění

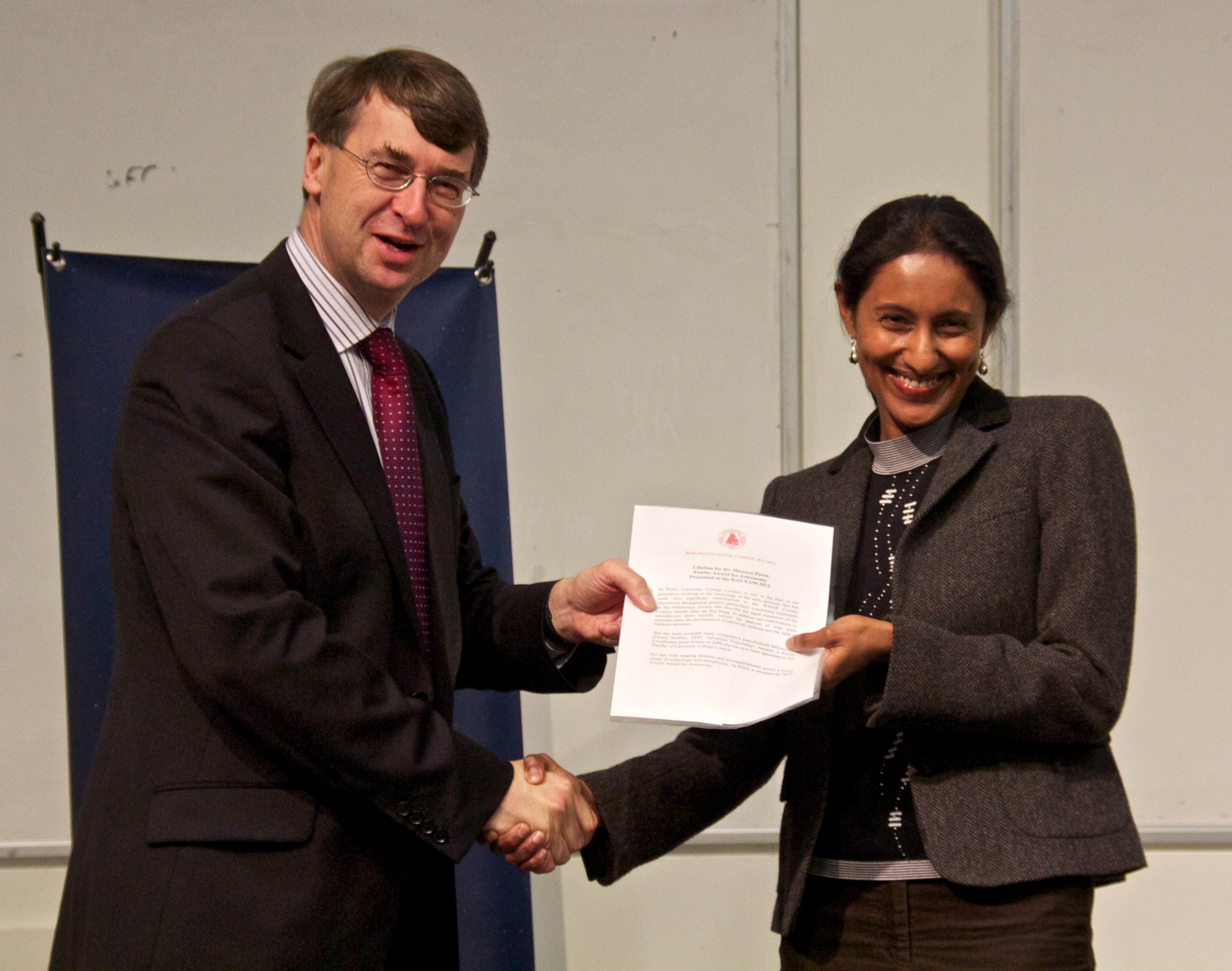
Hiranya Peiris přebírá Fowlerovu cenu od Rogera Daviese v roce 2012

- Hiranya Peiris přebírá Fowlerovu cenu od Rogera Daviese v roce 20122022 – zvolena členem Královské švédské akademie věd[26]

- 2021 – ERC Advanced Grant[39]
- 2021 – Eddingtonova medaile, Královská astronomická společnost[25]
- 2021 – Medaile a cena Maxe Borna Fyzikálního ústavu a Německé fyzikální společnosti[24]
- 2020 – Cena Görana Gustafssona za fyziku, Nadace Görana Gustafssona  švédská akademie věd[23]
- 2018 – Buchalterova kosmologická cena[40]
- 2018 – Medaile a cena Freda Hoylea, Fyzikální ústav[22]
- 2018 – Cena za průlomové objevy ve fundamentální fyzice[41][42]
- 2014 – Buchalterova kosmologická cena[43]
- 2012 – Gruberova cena za kosmologii nadace[18]
- 2012 – Fowlerova cena, Royal Astronomical Society[44]
- 2009 – Cena Philipa Leverhulmeho, Leverhulme[45]
- 2007 – Halliday Prize, STFC[46]
- 2007 – Kavli Frontiers Fellow, Nároední akademie pro vědu[47]